# Detik.com
Detik.com je indonéský zpravodajský server. Byl založen v roce 1998 a patří k nejsledovanějším v zemi. Je jednou ze služeb poskytovaných mediální skupinou Trans Media.
Server vznikl v roce 1998. Stalo se tak po uzavření bulvárního časopisu Detik v roce 1995 za vlády prezidenta Suharta.
Podle žebříčku Alexa Internet jedna se o šestý nejnavštěvovanější web v Indonésii a server je na 105. pozici v globálním žebříčku nejsledovanějších webových stránek.